# Mikroregion Hovoransko
Mikroregion Hovoransko je svazek obcí v okresu Hodonín, jeho sídlem jsou Hovorany a jeho cílem je všestranný regionální rozvoj. Sdružuje celkem 5 obcí a byl založen v roce 2002.

## Obce sdružené v mikroregionu
- Čejč
- Hovorany
- Karlín
- Šardice
- Terezín